# Буй Винь
Буй Винь (вьет. Bùi Vinh; род. 25 декабря 1976) — вьетнамский шахматист и тренер. Гроссмейстер с 2008 года.
Чемпион Вьетнама 2003 и 2009 гг.
В составе сборной Вьетнама — участник 35-й Олимпиады (2002 г.) в Бледе (4½ очка из 10).
Наивысший рейтинг Эло имел по состоянию на 1 апреля 2009 года: 2522 пунктов. С 2011 года занимается тренерской работой.
Из индивидуальных достижений Буй Виня можно выделить четвёртое место на Durban Open Grandmasters (Дурбан, ЮАР) в сентябре 2014 г. — 7½ очков из 11, а также первые места в ежемесячных гроссмейстерских турнирах First Saturday (Будапешт, Венгрия) в 2002, 2007 и 2008 годах.
В марте 2016 г., почти после полуторагодового перерыва, участвовал в турнире HDBank Cup International Chess Open (Хошимин, Вьетнам). Набрал 5½ очков и занял 15 место, немного улучшив текущий рейтинг.

## Изменения рейтинга
| Графики недоступны из-за технических проблем. См. информацию на Фабрикаторе и на mediawiki.org. |